# 基丹齊
49°34′7″N 25°52′6″E / 49.56861°N 25.86833°E
基丹齊（羅馬化：Kydantsi）是位於烏克蘭西部特諾皮爾州特諾皮爾區的村莊，距離霍雷-斯特雷約韋茨基和羅曼諾韋村1.5公里，始建於1484年，面積0.19平方公里，2001年人口888。